# Prova di Schwabach
La prova di Schwabach è un esame acumetrico, cioè un esame della funzione uditiva che si tiene mediante l'ausilio di un diapason. Il ricorso ad un diapason permette di eliminare la variabilità delle prove con la voce, che utilizzano uno stimolo sonoro mutevole e soggetto a tutta una serie di variabili esterne. La prova saggia la capacità di percepire i suoni per via ossea.

## Storia
Il diapason fu inventato nel 1711 e si diffuse subito in ambito musicale. Solo più di un secolo dopo venne impiegato come strumento in fisiologia ed otologia. Lo scienziato modenese Giovanni Battista Venturi dimostrò che la percezione direzionale di un suono è legata al fatto che un orecchio è colpito dal suono più intensamente rispetto al controlaterale.
Caspar Theobald Tourtual, un medico tedesco, nel 1827 dimostrò che questo vale anche quando un suono è condotto attraverso le ossa del cranio. Inoltre scoprì che l'occlusione a carico di un condotto uditivo aumenta la sensazione del suono trasmesso per via ossea, dando l'impressione che il suono provenga da quel lato.

Lo stesso anno 1827 C. Wheatstone, fisico inglese, studiando il modo in cui vibrava la membrana timpanica ed utilizzando un diapason con le sue osservazioni confermò i fenomeni riscontrati da Tourtual.

Ernst Heinrich Weber, un anatomista e fisiologo tedesco, descrisse ancora una volta gli stessi fenomeni nel 1834.

Infine E. Schmalz, un otorino tedesco nel 1845 introdusse l'uso del diapason in ambito clinico ed il test che in seguito sarebbe stato definito test di Weber, spiegando in grande dettaglio tutte le possibilità offerte da tale valutazione.

## Tecnica
Il diapason viene posto in vibrazione. L'esaminatore pone alternativamente il diapason sul proprio processo mastoideo e su quello del paziente e confronta la sua capacità di percepire il suono con quella del soggetto esaminato.

## Interpretazione
Sono possibili due opzioni.

Schwabach allungato: il paziente sente meglio e più a lungo dell'esaminatore se è affetto da sordità di trasmissione.

Schwabach accorciato: il paziente avverte il diapason per un tempo inferiore a quello dell'esaminatore se è affetto da sordità neurosensoriale.

## Vantaggi e svantaggi
La prova di Schwabach è una prova dell'udito estremamente semplice, poco costosa e che si effettua con il solo ausilio di un diapason. I diapason sono strumenti antichi e affidabili per le prove dell'udito, sono non invasivi e portatili, il che significa che i test comprendenti il loro utilizzo possono essere effettuati ovunque. Questi test sono perciò particolarmente utili per le persone anziane i cui movimenti sono limitati a causa dell'età.
Il test è totalmente dipendente dalla capacità di percezione uditiva dell'esaminatore.